# Ignacio Fernández Lobbe
Pour les articles homonymes, voir Fernández.

a Compétitions nationales et continentales officielles uniquement.

b Matchs officiels uniquement.
Dernière mise à jour le 04 février 2021.
Carlos Ignacio Fernández Lobbe, né le 20 novembre 1974 à Buenos Aires, est un joueur argentin de rugby à XV évoluant au poste de deuxième ligne. C'est le frère aîné du 3e ligne Juan Martín Fernández Lobbe. Son surnom est Nacho en référence à son deuxième prénom (Ignacio) et El queson (le grand fromage).

## Biographie
Carlos Ignacio Fernández Lobbe obtient sa première sélection en équipe d'Argentine lors d'un match contre les États-Unis le 14 septembre 1996.
Il fait ses débuts au Liceo Naval, qui participe au championnat de rugby à Buenos Aires (URBA tournois). Sa famille est étroitement liée à ce club. Son père, Carlos Enrique et ses frères Juan et Nicolás y ont joué.
En Europe où il vient jouer, il rejoint d'abord la France (Bordeaux Bègles et Castres Olympique), puis l'Angleterre, où il a remporté le Championnat avec les Sale Sharks.
Le meilleur moment de la carrière de Carlos a été la Coupe du Monde 1999, quand avec "Los Pumas" il atteint les quarts de finale. Huit ans plus tard, la course des «Nacho» a été une autre étape importante, atteignant les demi-finales de la Coupe du Monde 2007 après des victoires mémorables contre la France, l'Irlande et l'Écosse. L'Argentine a pris la troisième place en battant France 34-10, mais Carlos Ignacio n'a pas joué ce match. Parmi les cinq victoires consécutives réalisées à la Coupe du Monde par l'Argentine, Fernandez Lobbe a joué quatre matchs (il était absent lors du deuxième match contre la Géorgie).
Après sa carrière de joueur, il devient entraîneur. En 2016, il prend en main l'équipe d'Argentine des moins de 20 ans. En 2019, il est nommé sélectionneur de l'Argentine XV, entraîne les Ceibos, puis est nommé entraîneur des Jaguares XV en 2021.

## Palmarès
- Vainqueur du Championnat d'Angleterre en 2006
- Vainqueur du Challenge européen en 2005 et 2009

## Statistiques en équipe nationale
- 65 sélections
- 30 points (6 essais)
- Sélections par année : 1 en 1996, 2 en 1997, 9 en 1998, 9 en 1999, 5 en 2000, 5 en 2001, 6 en 2002, 8 en 2003, 3 en 2004, 3 en 2005, 5 en 2006, 7 en 2007, 2 en 2008
- En Coupe du monde :
  - 1999 : 5 sélections
  - 2003 : 3 sélections
  - 2007 : 5 sélections